# Asesino en serie de Long Island
El asesino en serie de Long Island hace referencia a un asesino en serie que se cree asesinó a más de 10 personas (se eleva a 18 en el límite de las investigaciones) entre 1993 y hasta 2011 (con estimaciones de que podría haber actuado hasta 2013), siendo la mayoría de víctimas prostitutas, cuyos cuerpos aparecieron a lo largo de la costa sur de Long Island, en el estado de Nueva York.
Las víctimas fueron encontradas a lo largo de la vía verde Ocean Parkway, cerca de los apartados pueblos de Gilgo y Oak Beach, en el condado de Suffolk, y en el área del parque estatal Jones Beach, en el condado de Nassau. Los restos de cuatro víctimas se encontraron en diciembre de 2010, mientras que otras seis fueron halladas entre marzo y abril de 2011. La policía cree que este último conjunto de restos es anterior a los primeros encontrados.
El 9 de mayo de 2011, las autoridades supusieron que dos de los crímenes pudieron ser obra de un segundo asesino. El 29 de noviembre de ese año, la policía declaró que solo una persona era responsable de las 10 muertes. También habían concluido que el caso de Shannan Gilbert, una prostituta que desapareció antes de que se encontraran los primeros cuerpos, no estaba relacionado. "Está claro que el área de Gilgo Beach y sus alrededores se ha utilizado para esconder y deshacerse de cuerpos durante algún tiempo", dijo el fiscal de distrito del condado de Suffolk, Thomas Spota.
El 14 de julio de 2023, Rex Heuermann, de 59 años y residente de Massapequa Park, fue detenido como sospechoso en el caso por los asesinatos de tres víctimas: Megan Waterman, Melissa Barthelemy y Amber Costello. En 2024, las pesquisas de la investigación llevaron a aumentar los cargos, siendo acusado de otras cuatro mujeres: Maureen Brainard-Barnes, Jessica Taylor, Sandra Costilla y Valerie Mack.

## Investigación policial

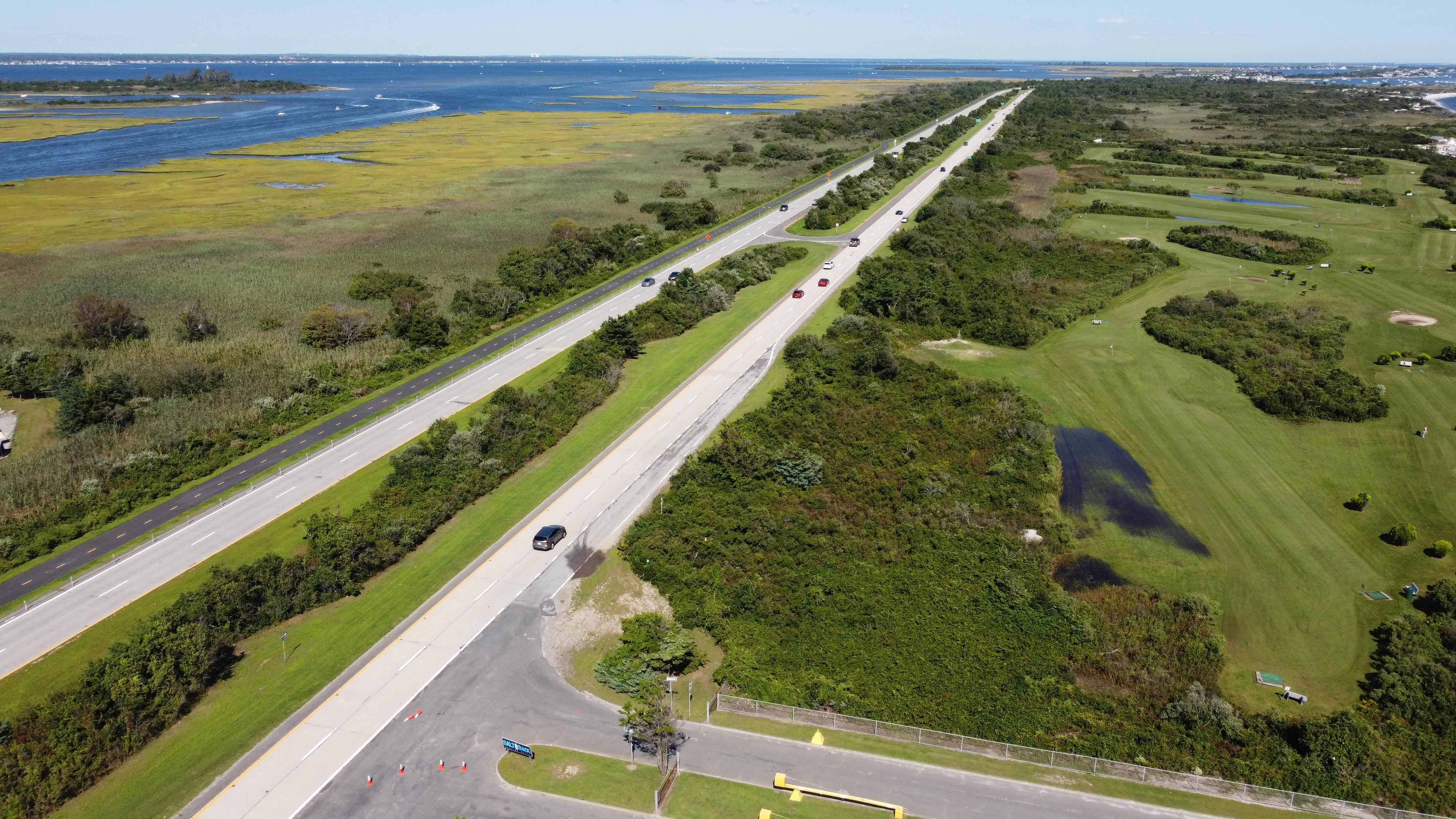
Una vista aérea de la carretera Ocean Parkway, donde se encontraron 10 de los 11 cuerpos vinculados a los asesinatos en serie de Gilgo Beach, enterrados entre los arbustos, pantanos y árboles a lo largo de esta ruta.

En mayo de 2010, la policía del condado de Suffolk inició la búsqueda de Shannan Gilbert, una mujer de 24 años de Nueva Jersey que trabajaba como prostituta y había sido reportada como desaparecida el 1 de mayo de ese año. Había sido vista por última vez en el área de Oak Beach después de huir de la casa de un cliente, donde su conductor, Michael Pak, estaba esperándola fuera.
En diciembre de ese año, un oficial de policía y el perro asignado a patrullas de rastreo descubrieron el primer cuerpo, "los restos esqueléticos de una mujer en un saco de arpillera casi desintegrado". Su descubrimiento condujo a un barrido de la zona y a encontrar tres cuerpos más dos días después en la misma área, en el lado norte de Ocean Parkway. El comisionado de policía del condado de Suffolk, Richard Dormer, expresó en rueda de prensa que la situación de "cuatro cuerpos encontrados en el mismo lugar hablan por sí mismos. Es más que una coincidencia. Podríamos tener un asesino en serie".
Entre finales de marzo y principios de abril de 2011, se descubrieron cuatro cuerpos más en otra área cercana, próxima a Oak Beach y a Gilgo. La policía de Suffolk amplió el área de búsqueda hasta la frontera del condado de Nassau, buscando más víctimas. El 6 de abril, el teniente de la policía Kevin Smith, del departamento de policía del condado de Nassau, dijo que su oficina "explorará e investigará aún más cualquier actividad criminal que pueda estar muy cerca de los restos humanos recientemente descubiertos encontrados en Suffolk". Smith también dijo que la policía del condado de Nassau coordinaría la investigación con el condado de Suffolk y la policía estatal de Nueva York.
Cinco días después, comenzó la búsqueda de más cuerpos en el condado de Nassau. Se encontraron restos parciales de un cuerpo así como un cráneo separado del torso, lo que elevaba a diez el número total potencial de víctimas encontradas. El 22 de abril, se encontraron dos dientes humanos muy cerca del cráneo inicialmente hallado. El 16 de junio de 2011, la policía del condado de Suffolk aumentó la recompensa de 5.000 a 25.000 dólares por toda información que condujera a arrestar a los asesinos de Long Island.
El 20 de septiembre, la policía publicó bocetos de dos de las víctimas no identificadas cuyos restos fueron encontrados en marzo y abril (un hombre asiático y una mujer entonces no identificada, llamada Jane Doe No. 6), así como fotos de joyas encontradas en los restos de una niña pequeña y su madre, encontradas el 4 y 11 de abril respectivamente. La madre fue reportada como uno de los conjuntos de restos encontrados en el condado de Nassau el 11 de abril. También el 20 de septiembre, la policía reveló que el segundo conjunto de estos restos encontrados coincidían con un homicidio de 1996.
Apenas dos meses después, la policía volvió a informar de avances en la notificación, reiterando la autoría de una persona solitaria en todos los casos, siendo más que seguro residente de Long Island. La teoría del asesino único estaba relacionada con características comunes entre la condición y la evidencia forense relacionada con los cuerpos.
El 12 de septiembre de 2017, el fiscal del condado de Suffolk, Robert Biancavilla, anunció que John Bittrolff, un carpintero vecino de Manorville, en Long Island, quien había sido condenado meses antes por los homicidios de dos prostitutas en 1993 y 1994, era sospechoso en al menos uno de los asesinatos. Bittrolff había sido vinculado a los asesinatos de los años 1990 gracias a las pruebas de ADN.
El 16 de enero de 2020, la comisionada de policía del condado de Suffolk, Geraldine Hart, publicó imágenes de un cinturón encontrado en la escena del crimen con las letras "HM" o "WH" (dependiendo de la forma en que se mirara el cinturón) en relieve en cuero negro. El objeto fue encontrado durante la investigación inicial cerca de Ocean Parkway en Gilgo Beach. La policía llegó a creer que era un objeto usado por el asesino y que no pertenecía a ninguna de las víctimas. No se revelaron detalles con respecto a esta evidencia, omitiéndose el lugar exacto en el que se encontró. Apenas tres o cuatro días después, la policía consiguió identificar los restos de la hasta entonces conocida como Jane Doe No. 6, cuyo nombre se confirmó era el de Valerie Mack, quien también se hacía llamar Melissa Taylor.

## Identidad del asesino
Los medios de comunicación especularon sobre el perfil del posible asesino. Para The New York Times, el asesino era un hombre blanco, de entre 20 y 40 años de edad, muy familiarizado con el entorno de Long Island y con acceso a sacos de arpillera, lo que utilizaría para la eliminación de los cuerpos. También podía tener conocimientos detallados de leyes, y quizás vínculos con miembros de la policía, lo que habría ayudado a ser evitado y no detenido.
El 13 de julio de 2023 autoridades del condado de Suffolk, en Nueva York, anunciaron la detención de un hombre de 59 años de nombre Rex Heuermann residente de Masapequa Park quién ha sido formalmente acusado por el homicidio de varias de las víctimas.

## Sospechosos, personas de interés y condenados

### James Burke
El 15 de diciembre de 2016, el abogado de la familia de Gilbert dijo que una prostituta identificada como "Laenne", que había hecho negocios con el exjefe de policía del condado de Suffolk, James Burke, había afirmado que estaba relacionado con los asesinatos de Long Island. Un mes antes, Burke había sido sentenciado a 46 meses en una prisión federal, junto con tres años de libertad supervisada, por golpear a un hombre que trató de robarle. Burke se declaró culpable en febrero de 2016 de los cargos de violación de los derechos civiles y conspiración para obstruir la justicia. Cuando el FBI comenzó a trabajar en el caso, Burke llegó a bloquear la investigación federal, lo que le supuso su puesto como jefe de policía.

### John Bittrolff
El 12 de septiembre de 2017, el fiscal del condado de Suffolk, Robert Biancavilla, dijo que John Bittrolff, residente del condado de Suffolk, era sospechoso de al menos uno de los asesinatos de Long Island. Biancavilla también dejó entrever que podía ser responsable de la muerte de otras mujeres, y que había similitudes entre las escenas del crimen de Gilgo Beach y los asesinatos conocidos de Bittrolff, por lo que fue condenado en mayo de 2017 y sentenciado en septiembre.
Bittrolff fue arrestado en 2014 gracias a las pruebas de ADN encontrado en las víctimas de un homicidio cometido en 1993. Bittrolff fue condenado en mayo de 2017 por estos asesinatos, y en septiembre fue sentenciado a términos consecutivos de 25 años por cada asesinato. La policía del condado de Suffolk no hizo comentarios sobre la declaración del fiscal, debido a la investigación activa de homicidios de los asesinatos de Long Island. El abogado de Bittrolff rechazó la afirmación del fiscal.
De profesión carpintero, Bittrolff había estado casado y vivía en Manorville, muy cerca de donde se recuperaron los torsos de las víctimas Jessica Taylor y Jane Doe No. 6. Se informó que la hija adulta de Rita Tangredi, una de las víctimas conocidas de Bittrolff, era "la mejor amiga" de Melissa Barthelemy, una de las víctimas de Gilgo Beach. La madre de Barthelemy dijo que su hija Melissa "tenía muchas llamadas a Manorville desde su teléfono" antes de su muerte.

### Joseph Brewer
Joseph Brewer, residente de Oak Beach, fue una de las últimas personas que vio a Shannan Gilbert con vida. La contrató como prostituta a través del portal web Craigslist la noche de su desaparición. Brewer dijo que poco después de que Gilbert llegara a su piso, ella comenzó a actuar erráticamente y huyó sin consumar el servicio. Según los informes, se vio a Gilbert corriendo por Oak Beach, golpeando las puertas de las casas en el vecindario de Brewer. En ese período de tiempo, en los servicios de emergencias del 911 se recibió una llamada de Gilbert diciendo que "estaban tratando de matarla". Sin embargo, la policía no encontró ninguna evidencia de irregularidades, y Brewer fue puesto en la lista de sospechosos.

### Peter Hackett
Dos días después de la desaparición de Gilbert, Peter Hackett, doctor de profesión, residente de Oak Beach y vecino de Brewer, llamó a la madre de la mujer, Mari Gilbert. Más tarde contó que él dijo que estaba cuidando a Gilbert y que "dirigía un hogar para niñas rebeldes". Tres días después, volvió a llamar a la madre, negando haber tenido contacto con su hija ni saber dónde se encontraba. Posteriormente, los investigadores confirmaron a través de registros telefónicos que Hackett llamó a Mari dos veces después de la desaparición. El área pantanosa donde se encontraron los restos de Gilbert también se ubicaba muy cerca del patio trasero de Hackett. La familia de Gilbert presentó una demanda por homicidio culposo contra Hackett en noviembre de 2012, alegando que él llevó a Gilbert a su casa esa mañana y le administró drogas, facilitando así su muerte. Más tarde, la policía reveló que Hackett tenía un historial patológico en el que llegaba a exagerar su personalidad o las circunstancias vividas. Más tarde, la policía lo acabaría descartando.

### James Bissett
Dos días después de que se encontraran los restos de Shannan Gilbert, James Bissett se suicidó en su automóvil, estacionado en el parque Mattituck. Dirigía un negocio que era el principal proveedor de arpillera en la región.

### Rex Heuermann
En julio de 2023, Heuermann, arquitecto de 59 años, fue arrestado en Manhattan en relación con las muertes de Melissa Barthelemy, Megan Waterman y Amber Costello. También fue nombrado como principal sospechoso de la muerte de Maureen Brainard-Barnes y acusado de su asesinato en enero de 2024.
El 6 de junio de 2024, Heuermann fue procesado y acusado de los asesinatos de Jessica Taylor y Sandra Costilla. El asesinato de Costilla no se había relacionado previamente con los asesinatos de Gilgo Beach. Con este avance, la cronología del caso se remonta a principios de los años 1990, mucho más atrás de lo que la policía creía. En diciembre de 2024, fue acusado formalmente por el asesinato de Valerie Mack en el año 2000. Heuermann se declaró inocente de todos los cargos.
Heuermann había vivido la mayor parte de su vida en Massapequa Park, y declaró que trabajaba en Manhattan desde 1987. Las autoridades comenzaron a a considerarlo seriamente sospechoso en marzo de 2022 tras descubrirse la declaración de una testigo sobre un Chevrolet Avalanche verde oscuro que entonces estaba registrado a su nombre.
Según los investigadores, los registros de su teléfono móvil indicaban que había estado en contacto con tres de las cuatro víctimas, y que se había empleado un correo electrónico vinculado a él para realizar búsquedas en internet sobre el progreso de la investigación. Los registros judiciales también indican que había buscado en internet "material sádico, pornografía infantil e imágenes de las víctimas y sus familiares". Las pruebas de ADN indicaron una posible coincidencia entre una muestra de ADN de Heuermann tomada de una pizza que había desechado y el ADN de un cabello encontrado en uno de los sacos de arpillera. También se encontró una coincidencia con la esposa de Heuermann entre cabellos encontrados en o cerca de tres de las víctimas con muestras tomadas de botellas halladas en la basura de la residencia de los Heuermann. Los investigadores declararon que la esposa y los hijos de Heuermann estaban de viaje fuera del estado en cada ocasión en que se cree ocurrieron los asesinatos.

## Víctimas
- Sandra Costilla, una mujer de 28 años de Trinidad y Tobago que vivía en Nueva York al momento de su desaparición, fue asesinada el 19 o 20 de noviembre de 1993. Su cadáver fue hallado por unos cazadores unos días después en una zona boscosa de Long Island, a unos 97 km de Gilgo Beach. En diciembre de 2024, treinta y un años después, Rex Heuermann fue acusado de su asesinato, después de que el ADN de cabellos encontrados en su cuerpo coincidiera con el de Heuermann.[52] Costilla es su primera víctima conocida, lo que indica que comenzó a matar en la década de 1990 o antes, y que se deshacía de los cuerpos fuera de la zona de Gilgo Beach.[53][54]

### Descubiertas hasta 2010 (Las cuatro de Gilgo)
De los diez cuerpos encontrados desde finales de 2010, los cuatro descubiertos en diciembre de 2010 llegaron a identificarse con prostitutas desaparecidas que anunciaban sus servicios en la página web Craigslist. Todas ellas habían sido estranguladas y sus cuerpos fueron envueltos en una bolsa de arpillera antes de ser arrojados a lo largo de la playa de Gilgo. Se cree que todas fueron asesinadas en otros lugares y luego trasladadas:
- Maureen Brainard-Barnes (25 años): natural de Connecticut, era una prostituta que anunciaba sus servicios en línea. Fue vista por última vez el 9 de julio de 2007, y dijo que planeaba "pasar el día en la ciudad de Nueva York".[56][57] Había estado fuera de la industria del sexo durante siete meses, pero volvió al trabajo para pagar sus facturas después de recibir un aviso de desalojo. Su cuerpo fue encontrado en diciembre de 2010.[58] Poco después de su desaparición, una amiga de Maureen, Sara Karnes, recibió una llamada de un hombre a través de un número desconocido. El hombre afirmó que acababa de ver a Maureen y que estaba viva, alojada en un "prostíbulo en Queens". Se negó a identificarse y no pudo decirle a Karnes la ubicación de la casa. Le dijo que la volvería a llamar y le daría la dirección, pero nunca recibió esa llamada.

Al momento de su desaparición, Brainard-Barnes trabajaba en un motel Super-8 de Manhattan. La noche del 9 de julio de 2007, llamó a una amiga en Connecticut y le dijo que iba a reunirse con un cliente fuera del motel. Como muchas de las víctimas, era pequeña y menuda, medía 1,50 m y pesaba 48 kg.
- Melissa Barthélemy (24 años): nacida en Nueva York, desapareció el 10 de julio de 2009. Vivía en el Bronx y trabajaba como acompañante anunciándose en Craigslist, bajo el alias "Chloe".[59] La noche en que desapareció, se reunió con un cliente, depositó 900 dólares en su cuenta bancaria e intentó llamar a un antiguo novio, sin lograr comunicarse. Comenzando una semana más tarde, y con una duración de cinco semanas, su hermana adolescente, Amanda, recibió una serie de llamadas "vulgares, burlonas e insultantes" de un hombre, quien pudo haber sido el asesino usando el teléfono móvil de Melissa. La persona que llamó preguntó si Amanda "era una prostituta como su hermana". Las llamadas se volvieron cada vez más inquietantes, y finalmente culminaron con la llamada que le dijo a Amanda que Melissa estaba muerta, y que iba a "verla pudrirse". La policía rastreó algunas de las llamadas, cuyo origen estaban en cabinas situadas en el Madison Square Garden, el centro de Manhattan y Massapequa, pero no pudieron determinar quién estaba haciendo las llamadas.[60] La madre de Melissa notó que había "muchas llamadas a Manorville" desde el teléfono de Melissa en el momento de su desaparición.[32] Medía 1,47 m y pesaba 43 kg. Sus restos fueron los primeros encontrados durante la búsqueda de Shannan Gilbert. En septiembre de 2017, John Bittrolff, condenado por otros dos asesinatos, fue declarado principal sospechoso en los casos de Long Island.[32]
- Megan Waterman (22 años): procedente del sur de Portland (Maine), desapareció el 6 de junio de 2010, después de colocar anuncios en Craigslist como acompañante. El día anterior, le había dicho a su novio de 20 años que iba a salir y que lo llamaría más tarde. En el momento de su desaparición, se estaba quedando en un motel en Hauppauge (Nueva York), a 24 kilómetros al noreste de Gilgo Beach. Su cuerpo fue recuperado en diciembre de 2010.[61] Waterman medía 1,65 cm, era madre de una hija pequeña y había sido víctima de tráfico de personas por parte de su novio, que fue arrestado por proxenetismo en 2012. Sus familiares denunciaron su desaparición el 8 de junio de 2010, después de no haber ido a ver a su hija de tres años, algo inusual en ella.

- Amber Lynn Costello (27 años): residía en el poblado de North Babylon, ubicado a 16 kilómetros al norte de Gilgo Beach. Trabajaba como prostituta, era también politoxicómana. Desapareció el 2 de septiembre de 2010.[61] Esa noche, según los informes, fue a encontrarse con un extraño que la había llamado varias veces y le ofreció 1.500 dólares por sus servicios.[62] Su compañera de piso proporcionó a la policía una descripción del cliente y el Chevrolet Avalanche verde oscuro que conducía. Más de diez años después, estos datos motivaron la investigación de Rex Heuermann como posible sospechoso. Costello medía 1,50 m y pesaba 45 kg. Vivía en North Babylon con otros heroinómanos cuando desapareció. Su familia creía que se encontraba en un centro de rehabilitación de drogas y no denunciaron su desaparición cuando dejó de contestar a mensajes y llamadas telefónicos.

### Descubiertas entre marzo y abril de 2011
Los cuatro conjuntos de restos descubiertos el 29 de marzo y el 4 de abril se encontraban a muy poca distancia, en dirección este, de los encontrados en diciembre. Incluían los cuerpos de dos mujeres, un hombre y una niña pequeña. Un cráneo y un conjunto parcial de restos fueron encontrados el 11 de abril después de que la búsqueda se expandiera al condado de Nassau.
- Jessica Taylor (20 años): una prostituta que había trabajado en el entorno de Washington D. C. y en Manhattan y que desapareció en julio de 2003.[5] El 26 de julio de ese año, su torso desnudo y desmembrado, sin cabeza ni manos, fue descubierto al este de Gilgo Beach, en Manorville.[64] Sus restos fueron identificados por análisis de ADN más tarde ese año. El torso de Taylor fue encontrado encima de una pila de madera de desecho al final de una carretera de acceso pavimentada en Halsey Manor Road, al norte de donde cruza la autopista de Long Island. Se encontraron láminas de plástico debajo del torso, y un tatuaje en su cuerpo había sido mutilado con un instrumento afilado (con lo que se buscaba complicar su identificación).[65] El 9 de mayo de 2011, se informó que los restos de una calavera, un par de manos y un antebrazo encontrado el 29 de marzo en Gilgo coincidían con los restos de Taylor.[66]

- Valerie Mack (24 años): originaria de Filadelfia, su identidad se dio a conocer en mayo de 2020, tras haber sido conocida en los medios como la desconocida Jane Doe No. 6. La última vez que fue vista por su familia era primavera o verano del año 2000, en Nueva Jersey. Trabajaba como prostituta en Filadelfia y también se hacía llamar Melissa Taylor.[67] Al igual que muchas de las víctimas, era pequeña y menuda, medía 1,50 m y pesaba 45 kg. Mack había estado en acogida desde temprana edad y nunca fue denunciada como desaparecida. Era madre de un niño pequeño. El torso de la víctima fue encontrado envuelto en bolsas de basura y arrojado al bosque cerca de la intersección de Halsey Manor Roadd y Mill Roadd, adyacente a un conjunto de líneas eléctricas y un camino de acceso cercano, en Manorville, Nueva York, el 19 de noviembre de 2000. Su pie derecho había sido cortado por encima del tobillo, posiblemente para ocultar una marca de identificación o un tatuaje. Los restos óseos de una cabeza, un pie derecho y unas manos, hallados el 4 de abril de 2011 y denominados Jane Doe nº6, se identificaron luego como pertenecientes a la misma mujer hallada en 2000 e identificada en 2020 como Valerie Mack. Los restos desmembrados de Jessica Taylor y de Valerie fueron eliminados de manera similar y en la misma ciudad, lo que sugería algún enlace entre ambas.[68] A comienzos de 2024, se llevó a laboratorio una muestra de su cabello, encontrándose coincidencia presuntamente con el perfil genético de la hija del principal acusado, Rex A. Heuermann, que al momento del crimen tenía tres o cuatro años, permitiendo la acusación por su asesinato.[9]

- John Doe o Asian Doe: eran los restos de un varón, presumiblemente asiático, que murió de un trauma en la cabeza ejercido con un objeto y fuerza contundentes. Fue descubierto el 4 de abril de 2011 en Gilgo Beach, muy cerca de donde se hallaron los primeros cuatro conjuntos de restos en diciembre de 2010.[5] Afirmaron que probablemente trabajaba como prostituta transexual o como prostituto travesti ya que vestía ropa de mujer al momento de su muerte.[19] Tenía entre 17 y 23 años de edad, le faltaban cuatro dientes, podría haber padecido un trastorno musculoesquelético que le afectaba la marcha, ser de ascendencia china, medir sobre 1,65 m y había muerto entre 5 y 10 años atrás.[19] En septiembre de 2011, la policía publicó un boceto compuesto de la víctima con apariencia masculina, y en septiembre de 2024 otro con apariencia femenina.

- Baby Doe: el tercer cuerpo encontrado el 4 de abril de 2011, a metros de los restos parciales de "Jane Doe No. 6", pertenecía a una niña de entre 16 y 24 meses de edad.[69] El cuerpo estaba envuelto en una manta y no mostraba signos visibles de trauma. Las pruebas de ADN determinaron que la madre de la pequeña era la desconocida Jane Doe No. 3, cuyo cuerpo fue encontrado a 16 km al oeste, cerca del Parque Estatal Jones Beach.[70] Se informó que la niña era afroamericana y llevaba aretes y un collar de oro (similares a los que llevaba su madre pero a menor escala).[20][70] El 23 de abril de 2025, fue identificada como Tatiana Marie Dykes.

- Peaches - Jane Doe No. 3: joven afroamericana cuyo cuerpo apareció desmembrado el 28 de junio de 1997 en el parque estatal Hempstead Lake, en la ciudad de Lakeview (Nueva York). El torso, sin cabeza, ni brazos ni las piernas por debajo de la rodilla, fue encontrado en un contenedor de plástico verde de Rubbermaid, que fue arrojado junto a una carretera a lo largo del lado oeste del lago. Los investigadores informaron que la víctima tenía un tatuaje de un melocotón en forma de corazón con una mordida y dos gotas cayendo en su seno izquierdo (de ahí el apodo que se le dio). El 11 de abril de 2011, al descubrirse los restos de la niña pequeña se pudo cotejar el ADN y descubrir el parentesco madre-hija de ambas.[19][70][71] El 23 de abril de 2025 la policía de Nassau anunció que habían sido identificadas como Tanya Denise Jackson y su hija Tatiana Marie Dykes. Tanya había nacido en Alabama el 22 de octubre de 1970. Jackson sirvió como soldado en el ejército de Estados Unidos de 1993 a 1995. Su hija nació en Texas el 17 de marzo de 1995. Al momento de su desaparición, Jackson vivía en Brooklyn, donde podría haber trabajado como asistente médica. Estaba distanciada de su familia y su desaparición no fue denunciada.

- Jane Doe No. 7: en la playa de Tobay se recuperaron un cráneo humano y varios dientes.[21] Dichos restos fueron vinculados por pruebas de ADN a un conjunto de piernas cortadas encontradas en una bolsa de basura en Fire Island el 20 de abril de 1996.[70] La víctima tenía una cicatriz quirúrgica en la pierna izquierda.[72] Fue identificada en 2023 como Karen Vergata, una mujer de 34 años de Manhattan, que trabajaba como prostituta cuando desapareció en 1996. Fue vista por última vez alrededor del 14 de febrero de 1996 y nunca fue denunciada como desaparecida. Se cree que las piernas de Vergata fueron llevadas por el agua a Fire Island después de que sus restos fueran arrojados en Long Island.

### Otras posibles víctimas
Fuera de los casos oficiales que vinculó la policía al presunto asesino en serie, hubo otros tantos casos cuya investigación y revisión podría determinar la relación con los anteriores.
- Tina Foglia (19 años): fue vista por última vez en la madrugada del 1 de febrero de 1982 en un local de música rock en West Islip. Solía hacer autostop. Su cuerpo desmembrado fue descubierto por trabajadores del Departamento de Transporte el 3 de febrero a lo largo del arcén de Southern State Parkway. Sus restos fueron colocados en tres bolsas de basura de plástico separadas. Le faltaba un anillo de diamantes que Foglia usaba, y se consiguió aislar el ADN de un hombre desconocido en una de las bolsas de basura. La policía no descartó la posibilidad de que fuera una de las primeras víctimas del asesino en serie de Long Island.[73]
- El 3 de marzo de 2007, una maleta que contenía el torso desmembrado de una mujer corpulenta hispana o afroamericana de piel clara no identificada fue arrojada en una playa en Harbor Island Park, en la ciudad de Mamaroneck. La víctima tenía un tatuaje de dos cerezas en su seno izquierdo, bastante similar al que tenía tatuado la entonces desconocida Jane Doe No 3 (también llamada Peaches). Se determinó que había sido apuñalada hasta la muerte y posteriormente desmembrada, siguiendo un patrón similar al de Peaches, Jessica Taylor y Valerie Mack, lo que daba más sentido a una vinculación con el asesino.[74][75]
- El 17 de mayo de 2011, el New York Post informó que la policía de Long Island estaba revisando otros asesinatos de prostitutas similares sin resolver. En un artículo mencionaban a Tanya Rush, de 39 años, una madre de tres hijos de Brooklyn cuyo cuerpo desmembrado fue encontrado en junio de 2008 en el arcén de Southern State Parkway en Bellmore (Nueva York).[76]
- Shannan Maria Gilbert (1986-2010): era una prostituta que pudo haber sido víctima del asesino en serie de Long Island. Se fue a la vivienda de un cliente en Oak Beach después de la medianoche del 1 de mayo de 2010. A las 4:51 de la madrugada, emergencias recibió una llamada de pánico de Gilbert en la que se podía escuchar a Shannan decir que alguien la estaba siguiendo, que andaban detrás de ella y trataban de matarla. Fue vista por última vez poco tiempo después golpeando la puerta de una vivienda cercana de Oak Beach y gritando pidiendo ayuda antes de salir corriendo hacia la noche.[77] Después de diecinueve meses de búsqueda, la policía encontró los restos de Gilbert en un pantano cercano. La autopsia determinó que murió por ahogamiento, y que pudo sufrir un episodio de histeria después de haber consumido algún tipo de droga. No obstante, su familia rechazó tal versión, alentando que fue asesinada.[78][79] Debido a la controversia sobre la muerte de Gilbert, en septiembre de 2014, el patólogo forense Michael Baden acordó realizar una autopsia independiente de los restos de Gilbert con la esperanza de determinar una causa clara de muerte.[80] Al examinar sus restos de Gilbert, Baden encontró daños en su hueso hioides, lo que sugería que pudo haber sido estrangulada. También criticó el informe en el que se detallaba dónde y cómo fue encontrada la joven, ya que se pasó por alto que el cuerpo fue encontrado boca arriba, algo que no correspondía con las víctimas que se ahogan.[81]
- El 23 de enero de 2013, una mujer que paseaba a su perro encontró unos restos humanos intencionalmente enterrados en un pequeño cepillo en un área arenosa a lo largo de la costa de Sheep Lane en Lattingtown, cerca de Oyster Bay. Se cree que se tratan de una mujer de entre 20 y 30 años, posiblemente asiática. Llevaba un colgante de oro de 22 quilates con una efigie de un cerdo, quizá haciendo referencia en algunas culturas asiáticas a "El año del cerdo". Tenía síntomas de haber sufrido un traumatismo. Los investigadores creen que fue enterrada antes del huracán Sandy, a finales de 2012. Su caso podría estar relacionado con los otros 10 cuerpos encontrados en Gilgo Beach y sus alrededores.[82]
- El 16 de marzo de 2013, una mujer de 31 años, más tarde identificada como Natasha Jugo, fue vista por última vez saliendo de su casa cerca de Alley Pond Park, en Queens. Su automóvil fue encontrado en Ocean Parkway, mientras que partes de su ropa y vestimentas aparecieron en la playa cercana de Gilgo Beach al día siguiente.[83][84]